# ماینه
ماینه (به آلمانی: Meine) یک شهر در آلمان است که در Papenteich واقع شده‌است. ماینه ۸٬۱۳۵ نفر جمعیت دارد.